# Error sistemàtic
El concepte d'error sistemàtic es refereix a aquells errors que no són casuals, sinó que són causats per una imperfecció inherent al sistema de mesurament. Aquesta imperfecció és constant i afecta tots els resultats de manera definida i uniforme.
Cal no confondre l'error sistemàtic de l'error experimental, que és la diferència entre el valor mesurat d'una quantitat i el seu valor real. En estadística, un error en general és la variabilitat en el procés de mesurament i en les pròpies coses que es mesuren.
Els errors en la mesura es poden classificar en dos tipus: errors aleatoris i errors sistemàtics. Els errors aleatoris són diferents a cada mesura, mentre que els errors sistemàtics són constants i afecten tots els resultats de manera uniforme.

## Causes probables que poden portar a errors sistemàtics
- Errors instrumentals (d'aparells); per exemple, l'error de calibratge dels instruments.
- Error personal: aquest és, en general, difícil de determinar i és a causa de les limitacions de caràcter personal. Com, per exemple, els errors de paral·laxi, o els problemes de tipus visual.
- Errors de mètode de mesura: corresponen a una elecció inadequada del mètode de mesura; el que inclou tres possibilitats diferents: la inadequació de l'aparell de mesura, de l'observador o del mètode de mesura pròpiament dit.[2]

L'error sistemàtic, però, és predictible i en general constant o proporcional al valor veritable. Si la causa de l'error sistemàtic es pot identificar, llavors en general pot ser eliminat. Els errors sistemàtics són causats pel calibratge imperfecte d'instruments de mesura o mètodes imperfectes d'observació, o la interferència del medi ambient amb el procés de mesurament, i sempre afecten els resultats d'un experiment en una direcció predictible.
La Norma d'Acompliment de prova PTC 19,1-2005 "La incertesa de prova", publicat per la Societat Americana d'Enginyers Mecànics (ASME), analitza els errors sistemàtics i aleatoris en considerable detall. De fet, es conceptualitza les seves categories bàsiques d'incertesa en aquests termes.

## Les fonts d'error sistemàtic

### Calibratge imperfecte
Les fonts d'error sistemàtic de calibratge poden ser imperfecta dels instruments de mesura (error zero), els canvis en l'entorn que interfereixen amb el procés de mesurament i mètodes a vegades imperfectes d'observació pot ser qualsevol error zero o percentatge d'error. Si es té en compte un experimentador de prendre una lectura del període d'un pèndol que oscil·la més enllà d'un marcador de referència: Si el seu cronòmetre o temporitzador s'inicia amb 1 segon de retard, dels seus resultats estaran decalats en 1 segon (error zero). Si l'experimentador repeteix aquest experiment vint vegades (a partir d'1 segon cada vegada), llavors hi haurà un percentatge d'error en la mitjana calculat dels seus resultats; el resultat final serà lleugerament més gran que el període de veritat.
La distància mesurada pel radar es va sobreestimar sistemàticament si la lleu alentiment de les ones en l'aire no es comptabilitza. la reducció a zero incorrecta d'un instrument que porta a un error zero és un exemple d'error sistemàtic en la instrumentació.
Els errors sistemàtics poden també estar presents en el resultat d'una estimació basada en un model matemàtic o llei física. Per exemple, la freqüència d'oscil·lació d'un pèndol estimat serà sistemàticament en error si lleuger moviment del suport no es comptabilitza.

### Error en la quantitat
Els errors sistemàtics poden ser o bé constant, o relacionats (per exemple, proporcional o un percentatge) per al valor real de la magnitud mesura, o fins i tot per al valor d'una quantitat diferent (la lectura d'una regla pot veure afectada per la temperatura ambiental). Quan és constant, és simplement a causa de la reducció a zero incorrecte de l'instrument. Quan no és constant, pot canviar el seu signe. Per exemple, si un termòmetre es veu afectada per un error sistemàtic proporcional igual a 2% de la temperatura real i la temperatura real és 200°, 0°, o -100°, la temperatura mesura serà 204° (error sistemàtic = +4°), 0° (error sistemàtic nul) o -102° (error sistemàtic = -2°), respectivament. Per tant, la temperatura serà sobreestimada quan va a estar per sobre de zero, i va subestimar quan va a estar per sota de zero.

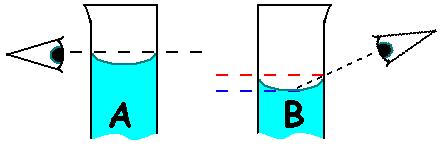
En aquesta imatge podem apreciar com hem d'aconseguir la quantitat exacta de producte que volem per l'experiment. El cas A seria el correcte.

### Falta de precisió quant al factor temps
Els errors sistemàtics que canvien durant un experiment (deriva) són més fàcils de detectar. Els mesuraments indiquen les tendències amb el temps en lloc de variar a l'atzar al voltant d'una mitjana. La deriva és evident si un mesurament d'una quantitat constant es repeteix diverses vegades i els mesuraments de la deriva d'una forma durant l'experiment. Si la següent mesurament és més gran que el mesurament anterior com pot passar si un instrument s'escalfa durant l'experiment a continuació, la quantitat mesura és variable i és possible detectar una deriva mitjançant la comprovació de la lectura de zero durant l'experiment, així com en l'inici de l'experiment (de fet, la lectura de zero és una mesura d'una quantitat constant). Si la lectura de zero és consistentment per sobre o per sota de zero, un error sistemàtic és present. Si això no pot ser eliminat, potencialment restablint l'instrument immediatament abans de l'experiment, llavors ha de ser permès restant el seu valor (possiblement variable en el temps) a partir de les lectures, i tenint en compte en avaluar l'exactitud del mesurament.
Si hi ha un patró en una sèrie de mesuraments repetits és evident, la presència d'errors sistemàtics fixos només es pot trobar si es comproven els mesuraments, ja sigui mitjançant el mesurament d'una quantitat coneguda o mitjançant la comparació de les lectures amb lectures fetes usant un aparell diferent, conegut per ser més acurat. Per exemple, si es pensa en el moment d'un pèndol usant un cronòmetre precisos en diverses ocasions que se li donen lectures distribuïts a l'atzar al voltant de la mitjana. Un error sistemàtic és present si el cronòmetre es compara amb el 'rellotge de veu' de la xarxa telefònica i va trobar que estar en execució lenta o ràpida. Clarament, els temps de pèndol han de ser corregits segons quina rapidesa o lentitud es va trobar el cronòmetre per estar en execució.
Els instruments de mesura com ara amperímetres i voltímetres han de ser verificats periòdicament contra estàndards coneguts.
Els errors sistemàtics també poden detectar mitjançant el mesurament de quantitats ja conegudes. Per exemple, un espectròmetre equipat amb una reixeta de difracció es pot comprovar mitjançant el seu ús per a mesurar la longitud d'ona dels D-línies de l'espectre electromagnètic de sodi que es troben en 600 nm i 589,6 nm. Els mesuraments es poden utilitzar per determinar el nombre de línies per mil·límetre de la reixeta de difracció, que després es pot utilitzar per mesurar la longitud d'ona de qualsevol altra línia espectral.
Els errors sistemàtics constants són molt difícils de tractar com els seus efectes són només observable si poden ser llevats. Aquests errors no es poden eliminar mitjançant la repetició de mesuraments o una mitjana d'un gran nombre de resultats. Un mètode comú per eliminar l'error sistemàtic és a través del calibratge de l'instrument de mesurament.

## Com podem reduir aquests errors quan es duu a terme un experiment
Quan estem elaborant un experiment els errors que poden aparèixer en aquest poden ser tan aleatoris com sistemàtics. Per poder reduir-los o evitar-los hem de ser acurats i tenir en compte totes les possibles fonts que ens poden portar a l'error. Com en la majoria de casos no és fàcil d'evitar-los, hem de estudiar tots els possibles casos abans de dur a terme l'experiment, anar amb molt de compte a l'hora de calibrar els aparells que farem servir, si és possible fer més d'una rèplica per a assegurar-nos que els resultats que obtenim són els correctes, ser molt acurats a l'hora de mesurar els elements que farem servir i si és possible tenir sempre la presència d'una altra persona que ens pugui ajudar a l'hora d'intentar esbrinar qualsevol possible error en l'experiment.